# Équipe cycliste Vitalogic Astrokalb Radunion Nö
L'équipe cycliste Vitalogic Astrokalb Radunion Nö est une équipe cycliste professionnelle féminine basée en Autriche et active entre 2014 et 2016. Elle est dirigée par Heribert Springnagel.

## Histoire de l'équipe
Créée en 2014, l'équipe devient la seule formation cycliste professionnelle autrichienne après la disparition de l´équipe Squadra Scappatella.

## Classements UCI
Ce tableau présente les places de l'équipe au classement de l'Union cycliste internationale en fin de saison, ainsi que la meilleure cycliste au classement individuel de chaque saison.
| Année | Classement par équipes | Meilleure coureuse au classement individuel |
| 2014  | 31e                    | Christina Perchtold (353e)                  |
| 2015  | 36e                    | Christina Perchtold (438e)                  |
| 2016  | 39e                    | Christina Perchtold (249e)                  |

## Victoires principales

### Championnats nationaux
Cyclisme sur route
- Championnats d'Autriche : 1
  - Course en ligne : 2016 ( Christina Perchtold)
- Championnats de Slovaquie : 1
  - Contre-la-montre : 2016 (Lucia Valachová)

## Encadrement
Depuis sa création en 2014, Heribert Springnagel est à la fois directeur sportif de l'équipe et son représentant auprès de l'UCI. Ernst Schilling est son assistant. 

## Partenaires
Le partenaire principal de l'équipe est le fabricant de compléments alimentaire Vitalogic. Radunion Nö est le nom du club cycliste abritant la formation.

## Vitalogic Astrokalb Radunion Nö en 2016

### Effectif
| Effectif 2016       | Effectif 2016     | Effectif 2016 | Effectif 2016                        |
| Cycliste            | Date de naissance | Pays          | Équipe précédente                    |
| ------------------- | ----------------- | ------------- | ------------------------------------ |
| Anna Badegruber     | 14 janvier 1997   | Autriche      |                                      |
| Nathalie Birli      | 27 juin 1992      | Autriche      |                                      |
| Julia Deuerlein     | 1 mai 1990        | Allemagne     |                                      |
| Astrid Gassner      | 30 octobre 1995   | Autriche      |                                      |
| Lisa Lackner        | 7 octobre 1982    | Autriche      | RC ELK Haus Tirol (2004)             |
| Elise Maes          | 4 mai 1992        | Luxembourg    |                                      |
| Christina Perchtold | 11 mai 1993       | Autriche      | Squadra Scappatella (2013)           |
| Amber Pierce        | 27 mars 1981      | États-Unis    | Pepper Palace-The Happy Tooth (2015) |
| Sandra Reisenhofer  | 13 mars 1995      | Autriche      |                                      |
| Lucia Valachová     | 31 décembre 1997  | Slovaquie     |                                      |
| Elena Valentini     | 30 mars 1992      | Italie        | BTC City Ljubljana (2015)            |
|                     |                   |               |                                      |
| Source : UCI        |                   |               |                                      |

### Victoires

#### Sur route
| Date    | Course                              | Pays      | Classe | Vainqueur           |
| ------- | ----------------------------------- | --------- | ------ | ------------------- |
| 23 juin | Championnats de Slovaquie sur route | Slovaquie | CN     | Lucia Valachová     |
| 26 juin | Championnats d'Autriche sur route   | Autriche  | CN     | Christina Perchtold |

### Classement mondial
| Rang | Coureuse            | Points |
| ---- | ------------------- | ------ |
| 249  | Christina Perchtold | 18     |
| 511  | Lucia Valachová     | 3      |
| 606  | Elise Maes          | 1      |

Vitalogic Astrokalb Radunion Nö est trente-neuvième au classement par équipes.

## Saisons précédentes

### Nö Radunion Vitalogic en 2014
| Effectif 2014                  | Effectif 2014     | Effectif 2014 | Effectif 2014              |
| Cycliste                       | Date de naissance | Pays          | Équipe précédente          |
| ------------------------------ | ----------------- | ------------- | -------------------------- |
| Pelin Cizgin                   | 29 avril 1986     | Autriche      | Kuota Speed Kueens (2010)  |
| Julia Deuerlein                | 1 mai 1990        | Allemagne     |                            |
| Astrid Gassner                 | 30 octobre 1995   | Autriche      |                            |
| Lisa Lackner (26 juin–31 déc.) | 7 octobre 1982    | Autriche      | RC ELK Haus Tirol (2004)   |
| Christina Perchtold            | 11 mai 1993       | Autriche      | Squadra Scappatella (2013) |
| Elisabeth Riegler              | 19 février 1995   | Autriche      |                            |
| Brigitte Stocker               | 3 mai 1975        | Autriche      |                            |
| Stephanie Strobl               | 19 février 1995   | Autriche      |                            |
| Alisa Van Oijen                | 1 octobre 1992    | Autriche      |                            |
| Eva Wutti                      | 26 février 1989   | Autriche      |                            |
|                                |                   |               |                            |
| Source : UCI                   |                   |               |                            |

#### Victoires
Aucune victoire UCI.

### Nö Radunion Vitalogic en 2015
| Effectif 2015                        | Effectif 2015     | Effectif 2015 | Effectif 2015              |
| Cycliste                             | Date de naissance | Pays          | Équipe précédente          |
| ------------------------------------ | ----------------- | ------------- | -------------------------- |
| Nathalie Birli (14 août–31 déc.)     | 27 juin 1992      | Autriche      |                            |
| Julia Deuerlein                      | 1 mai 1990        | Allemagne     |                            |
| Astrid Gassner                       | 30 octobre 1995   | Autriche      |                            |
| Christina Kollmann-Forstner          | 14 mars 1988      | Autriche      | Scappa Speed Queens (2012) |
| Lisa Lackner (21 mai–31 déc.)        | 7 octobre 1982    | Autriche      | RC ELK Haus Tirol (2004)   |
| Christina Perchtold                  | 11 mai 1993       | Autriche      | Squadra Scappatella (2013) |
| Sandra Reisenhofer (26 mars–31 déc.) | 13 mars 1995      | Autriche      |                            |
| Elisabeth Riegler                    | 19 février 1995   | Autriche      |                            |
| Marlene Schilling (17 avr.–31 déc.)  | 17 décembre 1996  | Autriche      |                            |
| Laura Simenc                         | 25 juillet 1990   | Slovénie      |                            |
| Alisa Van Oijen                      | 1 octobre 1992    | Autriche      |                            |
| Eva Wutti                            | 26 février 1989   | Autriche      |                            |
|                                      |                   |               |                            |
| Source : UCI                         |                   |               |                            |

### Victoires

#### En VTT
| Date         | Course      | Pays   | Classe | Vainqueur          |
| ------------ | ----------- | ------ | ------ | ------------------ |
| 26 avril     | Spilimbergo | Italie | 3      | Christina Kollmann |
| 13 septembre | Moena       | Italie | 3      | Christina Kollmann |
| 27 septembre | Iseo        | Italie | 3      | Christina Kollmann |